# Perhaps, Perhaps, Perhaps
Perhaps, Perhaps, Perhaps – singiel zespołu Cake wydany w roku 1997, promujący płytę Fashion Nugget. Jest przeróbką utworu "Quizás, Quizás, Quizás" skomponowanego przez kubańskiego muzyka Osvaldo Farrésa w 1947 roku.
Wersja zespołu Cake została nagrana jedynie w języku angielskim.

## Spis utworów
1. "Perhaps, Perhaps, Perhaps" - 2:32